# Abuelas de Plaza de Mayo

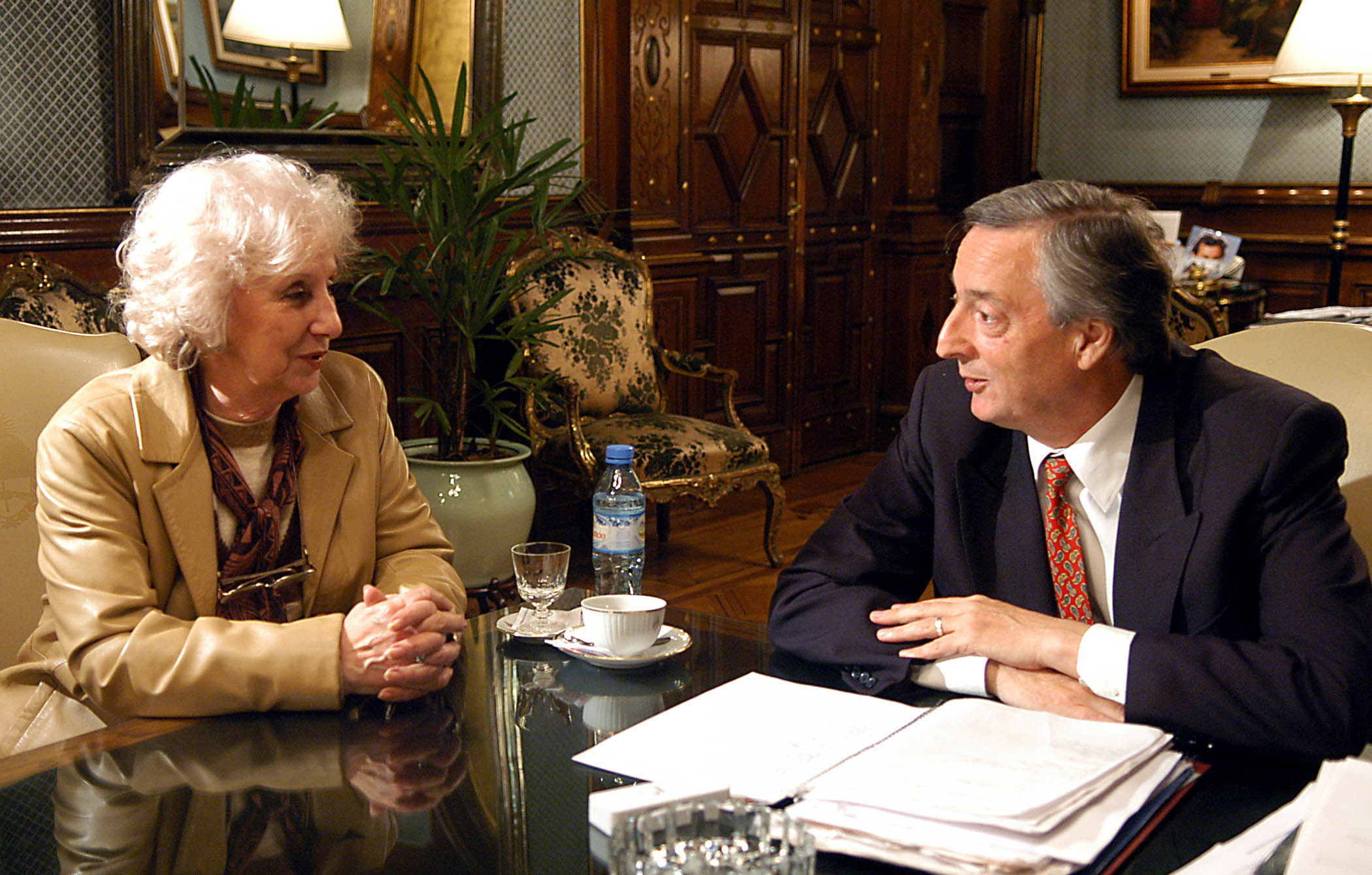
Estela de Carlotto und Néstor Kirchner in der Casa Rosada, Buenos Aires (2006)

Die Asociación Civil Abuelas de Plaza de Mayo (Bürgerliche Vereinigung der Großmütter der Plaza de Mayo) ist eine argentinische Nichtregierungsorganisation, deren Ziel es ist, Kinder, die während der Militärdiktatur von 1976–1983 zur Zwangsadoption freigegeben wurden, aufzufinden und zu ihren Ursprungsfamilien zurückzubringen. Es handelt sich in der Regel dabei um ihre Enkelkinder, also die Nachkommenschaft der gewaltsam „verschwundenen“ Töchter der in der Organisation zusammengeschlossenen Frauen. Darüber hinaus wollen die Großmütter die Verantwortlichen zur Rechenschaft ziehen. Präsidentin ist Enriqueta Estela Barnes de Carlotto, Vize-Präsidentin Rosa Tarlovsky de Roisinblit. Die Abuelas de Plaza de Mayo arbeiten mit den Madres de Plaza de Mayo eng zusammen, sind aber eine eigenständige Organisation.

## Hintergrund
Während der Diktatur wurden die Babys von in Gefangenschaft befindlichen Regimegegnerinnen systematisch geraubt, und die Mütter anschließend gefoltert und umgebracht (→ Desaparecidos). Die Organisation wurde am 22. Oktober 1977 durch 12 Frauen gegründet. Diese demonstrierten für die Aufklärung des Verbleibs ihrer Töchter sowie ihrer Enkelkinder, die teilweise entführt und teilweise in Haft geboren worden waren.
Die Organisation schätzt, dass es in Argentinien insgesamt etwa 500 von den Schergen der Diktatur geraubte und dann im Geheimen zur Adoption durch Militärs freigegebene Kinder gibt. In mindestens 128 Fällen wurden bis zum Jahr 2018 während der Militärdiktatur verschwundene Kinder an Elternteile oder rechtmäßige Familien zurückgegeben. Die Bemühungen dauern an. Die Konfrontation mit ihrer biologischen Herkunft ist für die mittlerweile erwachsenen Kinder meist ein sehr schmerzhafter Prozess – auch deswegen, weil ihre Adoptivväter als damalige Offiziere nicht selten an der Folterung und Ermordung ihrer leiblichen Eltern beteiligt waren. Einige dieser mittlerweile erwachsenen Kinder haben die Organisation HIJOS gegründet, die sich für eine harte Strafverfolgung der damaligen Täter einsetzt.

## Würdigung
Der argentinische Spielfilm „Die offizielle Geschichte“ (span. La Historia oficial), Oscarpreisträger von 1986 (bester fremdsprachiger Film) behandelt das Schicksal eines während der Militärdiktatur adoptierten Kindes und seiner Familie.
Die Präsidentin der Organisation, Enriqueta Estela Barnes de Carlotto, erhielt 2003 den Menschenrechtspreis der Vereinten Nationen.
Im 15. Arrondissement von Paris wurde 2008 der Jardin des Mères et Grand-mères de la Place de Mai (Garten der Mütter und Großmütter der Plaza de Mayo) eingeweiht.

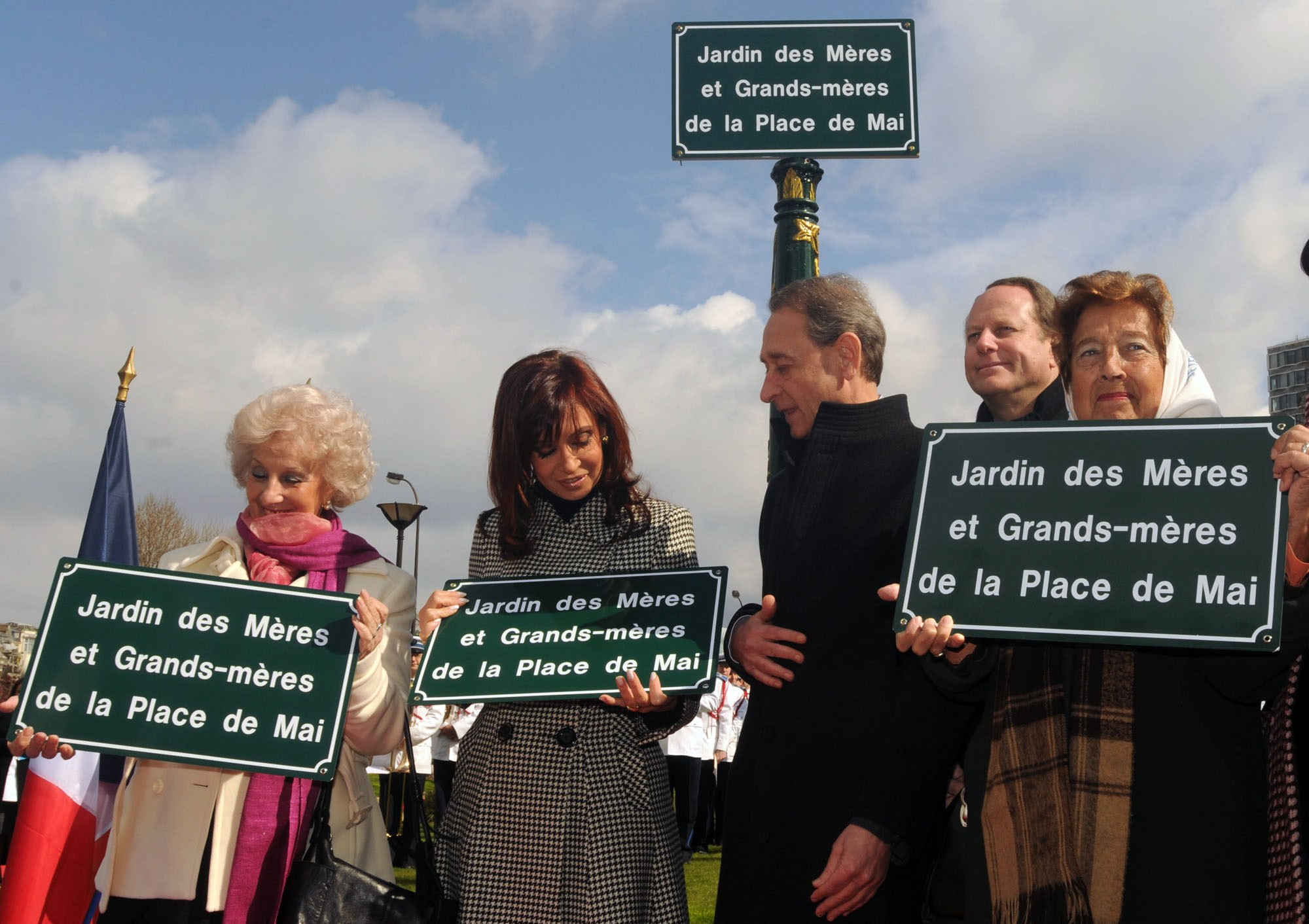
Einweihung des Jardin des Mères et Grand-mères de la Place de mai in Paris: Estela B. de Carlotto, Cristina Kirchner, Bertrand Delanoë, Philippe Goujon und Marta Vazquez (von links).

Im März 2011 wurden die Großmütter der Plaza de Mayo für ihr Engagement in der Friedensbildung von der Organisation der Vereinten Nationen für Erziehung, Wissenschaft und Kultur (UNESCO) mit dem Félix-Houphouët-Boigny-Friedenspreis ausgezeichnet.